# Tranøy
Tranøy é uma comuna da Noruega, com 523 km² de área e 1 662 habitantes (censo de 2004). Está localizada na ilha de Senja.         